# Sauteru
Le ruisseau du Sauteru ou Sauteruz est un cours d'eau du Gros-de-Vaud dans le canton de Vaud, en Suisse.

## Hydronymie
Le Sauteru tire son nom du latin saltu signifiant la forêt ou le bois et de rivus signifiant ruisseau. Son nom signifie donc ruisseau de la forêt, ce qui est encore le cas au début du XXIe siècle car son parcours se situe presque entièrement dans la forêt.

## Parcours

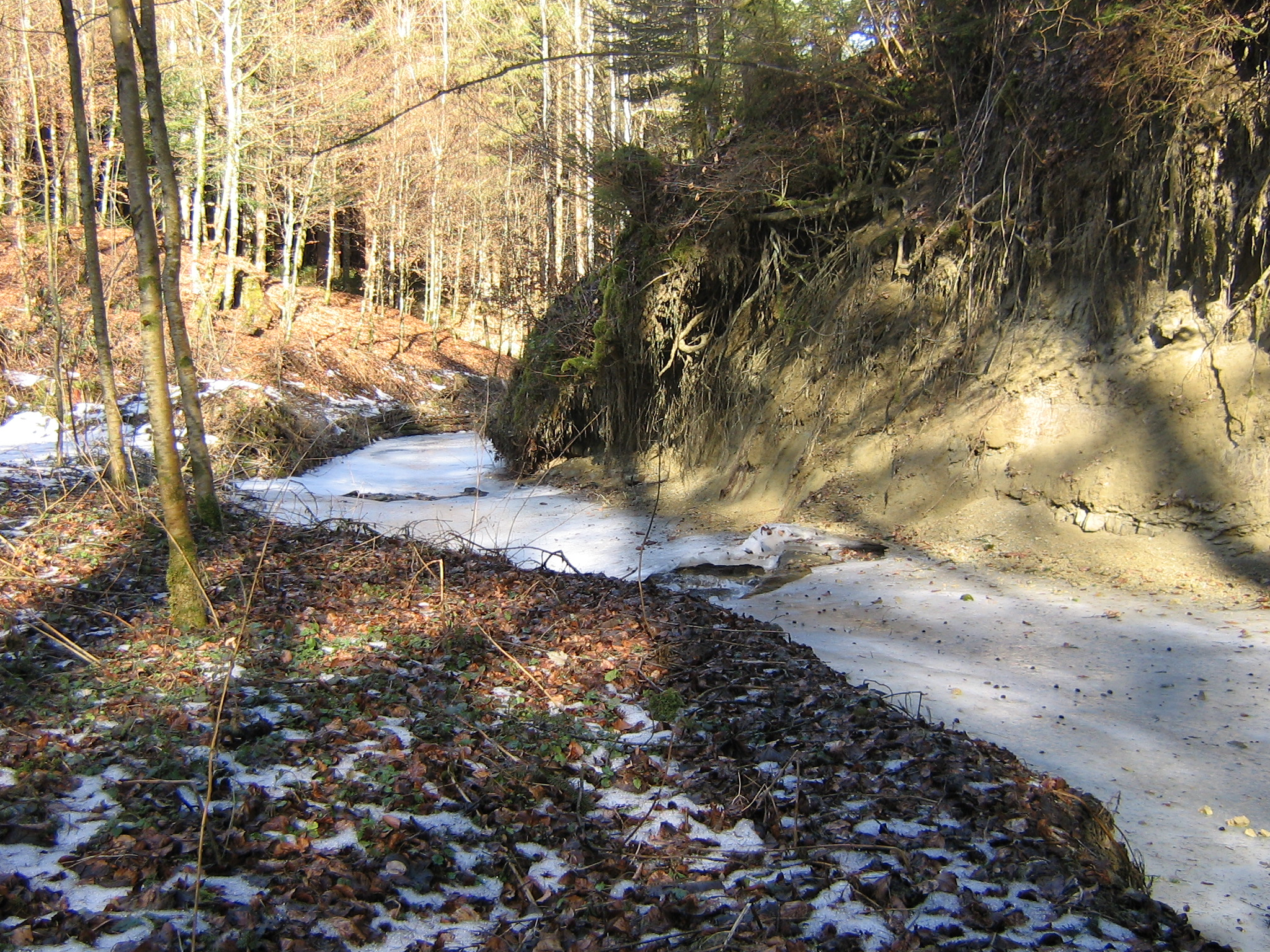
Le ruisseau du Sauteru gelé dans la forêt Charbonnière entre Fey et Villars-le-Terroir.

Le Sauteru est un ruisseau qui naît dans la forêt Bois Dessus, située sur le territoire de la commune de Montilliez entre les localités de Poliez-le-Grand au sud et Sugnens au nord. Il part en direction du nord-ouest où il croise la ligne du chemin de fer Lausanne-Échallens-Bercher tout près de la gare de Sugnens. Il entre sur la commune de Villars-le-Terroir puis bifurque en direction du nord. Il fait alors office de frontière entre les communes de Villars-le-Terroir à l'ouest et Fey à l'est. Il est alors dans la forêt Plan Bois puis Charbonnière. Il continue toujours en direction du nord. À la hauteur de Rueyres, la forêt s'estompe pour se limiter à quelques arbres autour du cours d'eau. Sans changer de direction, il arrive alors à Oppens où il est rejoint sur sa rive droite par la Foirause, petite rivière prenant sa source non loin de là, entre Rueyres et Bercher. Plus au nord, près de Bioley-Magnoux, il est rejoint sur sa rive gauche par la Greyle, une petite rivière qui prend sa source au nord de Pailly. Quelques centaines de mètres plus loin, il afflue dans la Menthue pour continuer dans l'Aar et finir dans le Rhin,.

### Réception des eaux usées
La Sauteru traverse champs et forêts et reçoit notamment les rejets de trois stations d'épuration. Celle de Sugnens y a rejeté 53 m3 d'eau traitée par jour en moyenne dont 37 m3 par temps sec. La station d'épuration de Fey a, quant à elle, rejeté 78 m3 d'eau traitée par jour en moyenne dont 73 m3 par temps sec et celle d'Oppens 40 m3 d'eau traitée par jour en moyenne dont 38 m3 par temps sec.

## Faune
Dans sa partie basse, sitôt que la profondeur d'eau y est suffisante pour que puisse s'établir des poissons, on trouve alors deux espèces de poissons, la truite fario et le vairon. En 2010, le service d'inspection de la pêche du Canton de Vaud a recensé 284 truites farios et 95 vairons. Divers batraciens tels que grenouilles et tritons y sont aussi présents.

## Héraldique

Armoiries de la commune d'Oppens.

Dans la commune d'Oppens, le Sauteru coule à l'est du village, mais coupe la en son centre et en est un emblème. C'est pourquoi, la rivière est représentée sur les armoiries communales. Celles-ci se blasonnent ainsi : De sinople à trois fasces ondées d'argent, au chef du même chargé d'une lettre O gothique d'or. Les trois fasces ondées représentent les trois cours d'eau principaux qui irriguent le territoire d'Oppens : la Greyle à l'ouest, le Sauteru au centre et la Menthue à l'est.